# Leonard Adleman
Leonard Max Adleman (São Francisco, 31 de dezembro de 1945) é um informático e biólogo molecular estadunidense.
É professor da Universidade do Sul da Califórnia. Foi laureado com o Prêmio Turing de 2002, juntamente com Ronald Rivest e Adi Shamir, pelo desenvolvimento do algoritmo RSA